# Спів птахів (роман)
«Спів птахів» (англ. Birdsong) — роман британського письменника Себастьяна Чарльза Фолкса, написаний 1993 року. У ньому розповідається про життя Стівена Рейсфорда до та під час Першої світової війни. «Спів птахів» є частиною трилогії, яка включає також романи «Шарлотта Грей» та «Дівчинка та Золотий Лев». Книга посіла 13-е місце в опитуванні «200 найкращих книг за версією ВВС». Перекладено українською у 2016 році

## Сюжет
Велика частина роману зосереджена на житті Стівена у Франції до і під час війни, проте історія також оповідає про життя його онуки, Елізабет, та її спроби дізнатися якнайбільше про життя діда у Першу світову війну. На написання роману автора надихнули роботи Зігфріда Сассуна та Вілфреда Оуена.

## Структура
Роман розбитий на 7 частин, дія яких відбувається у різних часових періодах ХХ століття.

### Франція 1910
Стівен Рейсфорд прибуває до Ам'єна (Франція), щоб на прохання свого багатого опікуна деякий час попрацювати на текстильній фабриці Рене Азера. Стівен зупиняється в будинку його сім'ї (також там проживають його друга дружина Ізабель та діти від першого шлюбу Лізетт та Грегуар). Стівен вже довгий час веде особистий щоденник, але кодує мову, щоб ніхто, крім нього самого, не зміг розшифрувати написане. Після недовгого перебування у стінах цього будинку, Стівен розуміє, що у відносинах Ізабель та Рене є щось недобре. Якось уночі Стівен чує, як Рене побиває дружину. Пізніше ми дізнаємося від Ізабель, що таким чином Рене зганяє злість через те, що не може більше мати дітей. Від робітників на фабриці Стівен дізнається, що готується страйк. Ізабелль потай від чоловіка носить їжу Люсьєну Лебрану, одному з робітників фабрики Рене. Лебран, своєю чергою, роздає їжу сім'ям інших робітників, які також ледве зводять кінці з кінцями. Стівен та Ізабель закохуються, і у них починається таємний любовний зв'язок. Вдень, коли дітей та Рене немає вдома, вони усамітнюються у Червоній кімнаті. Шістнадцятирічна Лізетт закохується в Стівена, хоча він не відповідає їй взаємністю. На пікніку, в день прогулянки річкою Сомма з усією родиною Азерів та їхніх друзів-подружжя Бера, Лізетт знаходить Стівена, що усамітнився на березі річки. Вона намагається спокусити його, але той не піддається. Лізетт шантажує Стівена і погрожує розповісти батькові, що вона чула, чим Стівен та Ізабель займаються у Червоній Кімнаті. Тоді він погоджується на її прохання «помацати її так, як Ізабель», щоб вона не видала таємницю. Після страйку на фабриці Рене, повернувшись додому, каже Ізабель, що знає про її походи до Люсьєна, а також що Люсьєн — її коханець. Ізабель, не в силах приховувати, зізнається, що в неї є коханець, але це не Люсьєн, а Стівен. Ізабель та Стівен разом збігають і винаймають будинок в іншому місті. Ізабель дізнається, що вагітна, але вирішує не говорити Стівену про дитину. Її мучить почуття провини перед сім'єю та дітьми Рене, яких вона дуже любить. Ізабелль пише лист сестрі Жанн, потім збирає речі і йде від Стівена, поки він на роботі.

### Франція 1916
Ми зустрічаємося зі Стівеном 6 років через незадовго до битви на річці Сомма. Він — лейтенант британської армії, людина, яка повністю змінилася і запекла. Однополчани називають його холодним, сухим, «шаленим», багато хто зауважує, що він «не від цього світу» — ні сліду не залишилося від енергійного і палкого Стівена 6 років тому. Всім своїм солдатам без винятку він відмовляє у звільненні. Єдина людина, до якої Стівен відчуває більш менш теплі почуття — капітан Майкл Вієр. У цій частині ми також вперше зустрічаємося з Джеком Файєрбрейсом, колишнім шахтарем, одним із тих, кому доручено проривати тунелі до ворожих окопів та закладати під ними міни. Вдома у Джека залишилися дружина та хворий син Джон. Стівен спускається в проритий тунель, щоб оцінити виконану роботу. Один із солдатів Стівена, Хант, починає панікувати. Стівен намагається його втихомирити і, направивши на Ханта пістолет, погрожує його пристрелити. Але вже пізно, через Ханта «боші» (німці) чують, що поряд з ними британці й підривають тунель. Стівен отримує тяжке поранення. Деякий час Стівена вважають загиблим, проте він дивом одужує. Напередодні атаки Стівен дізнається, що колючий дріт німців так і не був перерізаний і він повинен вести солдатів на вірну смерть. Стівену забороняють повідомляти про це своїм солдатам і наказують сліпо слухати накази командування. Розуміючи, що вранці може загинути, Стівен пише листа Ізабель. Він зізнається, що вона — єдина жінка, в яку він коли-небудь закохувався.

### Англія 1978
Ця частина розповідає про внучку Стівена, Елізабет. Вона намагається дізнатися, ким він був, яким був батьком, що з ним сталося під час війни. Дорогою до свого одруженого бойфренда Роберта, Елізабет заїжджає на кладовище загиблих у першій світовій війні. На її подив, більшість похованих — невідомі солдати. Елізабет знаходить деякі з багатьох закодованих щоденників Стівена і намагається їх розшифрувати.

### Франція 1917
Вієр вирушає додому у звільнення, але розуміє, що він більше не може спілкуватися зі своєю сім'єю — війна його надто сильно змінила, і його не чіпають буденні клопоти родичів. Вони, у свою чергу, не в змозі зрозуміти, як це бути на війні. Стівен бачиться з Ізабель завдяки Жанну, її сестрі, яку він випадково зустрічає в місті. Жанн неохоче каже, що Ізабель повернулася до Рені та дітей, після того, як пішла від Стівена. Він наполягає на зустрічі з Ізабель, і Жанн погоджується йому допомогти. Ізабель розповідає йому, що на початку війни було поранено під час бомбардування будинку — ліва сторона її обличчя та тіла порізана шрамами. Також вона розповідає Стівену, що заручена з німецьким солдатом Максом і незабаром покине Францію, щоб бути поруч із ним. Стівен вирушає до Лондона, а потім у Норфолк, щоб відпочити від війни та життя в окопах. Після від'їзду Ізабелль Стівена відвідує Жан і вони стають друзями. Стівен зізнається, що боїться повертатися на передову. Жанн обіцяє на нього чекати. Друг Стівена Вієр гине від кулі снайпера на передовій.

### Англія 1978—1979
Чоловік подруги Елізабет розшифровує щоденники Стівена. Вона намагається знайти однополчан Стівена — Грея і Бреннана. Елізабет дізнається, що чекає на дитину від Роберта.

### Франція 1918
Німці підривають тунель, у якому знаходиться Стівен, Джек Файєрбрейс та інші солдати. Всі гинуть, крім них двох, але вони опиняються у пастці. Незабаром Джек також гине, але він встигає розповісти Стівену, як можна вибратися з-під землі. Перед смертю Джека Стівен обіцяє назвати свого сина, якщо він у нього народиться, на честь загиблого від дифтерії два роки тому Джона, сина Джека. За кілька днів Стівена рятує німецький офіцер, єврей Леві. Він повідомляє Стівену, що війна вже скінчилася. Натхненням для подібного кінця роману став вірш У. Оуена «Дивна зустріч».

### Англія 1979
Франсуаза (мати Елізабет) розповідає, що її виховали Стівен та Жанн, які влаштувалися в Норфолку після війни; її рідна мати, Ізабель, померла в Бельгії 1918 року від грипу. Елізабет зізнається матері, що вагітна. Елізабет і Роберт вирушають у подорож до Дорсету. Там у неї народжується син Джон, названий на честь померлого сина Джека Файєрбрейса. Таким чином, Елізабет стримує обіцянку Стівена, дану Джеку перед його смертю в тунелі понад 60 років тому.

### Театральна постанова і екранізації
П'єса «Спів птахів» була поставлена в Театрі Комедії Гарольда Пінтера в Лондоні, у Вест-Енді і йшла з 28 вересня 2010 по 15 січня 2011 року. Лі Росс, Рене Азера — Ніколас Фаррелл, Жанн — Зої Волтерс. Режисер постановки — Тревор Нанн.
У 2012 році на екрани вийшла екранізація роману, знята каналом BBC. Роль Стівена отримав британський актор Едді Редмейн, Ізабель — Клеманс Поезі.